# Église Saint-Laurent de Latilly
L'église Saint-Laurent est une église située à Latilly, en France.
Actuellement, L'église Saint-Laurent est fermée et n'a pas été ouverte depuis un long moment.

## Localisation
L'église est située sur la commune de Latilly, dans le département de l'Aisne.

## Historique
Le monument est classé au titre des monuments historiques en 1920.